# Partit Comunista del Nepal (Marxista-Leninista)
El Partit Comunista del Nepal (Marxista-Leninista) o Communist Party of Nepal (Marxist-Leninist) es va fundar el 26 de desembre de 1978 pel Comitè de Coordinació Comunista Revolucionària del Nepal.
Va iniciar la lluita armada i va esdevenir el principal partit després de 1979. El seu primer secretari general fou C.P. Mainali. El 1982 l'estratègia militar es va abandonar, i Mainali fou substituït per Jhala Nath Khanal; el 1986 el moderat Madan Khumar Bhandari fou elegit secretari general. El 1989 va ingressar al Front Unit de l'Esquerra i el 1990 es va unir al Partit Comunista de Nepal (Marxista) unió que va formar el Partit Comunista del Nepal (Unificat-Marxista-Leninista) o Communist Party of Nepal (Unified Marxist-Leninist) el 1991.
El 1998 es va escindir una facció d'aquest partit que es va dir Partit Comunista del Nepal (Marxista-Leninista) dirigit per Bam Dev Gautam.
Aquesta facció es va reunificar amb el Partit Comunista del Nepal (Unificat-Marxista-Leninista) el 15 de febrer de 2002 però una part, dirigida per C.P. Mainali, va restar al marge i va conservar el nom del Partit Comunista del Nepal (Marxista-Leninista)